# Les Tueuses en collants noirs
Pour plus de détails, voir Fiche technique et Distribution.
Les Tueuses en collants noirs (俺にさわると危ないぜ, Ore ni sawaru to abunaize) est un film japonais réalisé par Yasuharu Hasebe et sorti en 1966.

## Synopsis
Daisuke Hondo est un photographe de guerre qui couvre la Guerre du Viêt Nam. Dans l'avion qui le ramène au Japon, il fait la connaissance de Yoriko Sawanouchi, une hôtesse de l'air et l'invite à diner. La soirée ne se passe pas comme prévu, Yoriko n'est pas tranquille, elle se sent suivie par un homme louche. Daisuke assiste successivement à l'assassinat de l'homme qui la suivait par trois mystérieuses tueuses en collants noirs puis à son enlèvement par des hommes de mains. Daisuke décide de partir à la recherche de Yoriko.

## Fiche technique
- Titre original : 俺にさわると危ないぜ (Ore ni sawaru to abunaize?)
- Titre français : Les Tueuses en collants noirs
- Réalisation : Yasuharu Hasebe
- Scénario : Ryūzō Nakanishi (ja) et Michio Tsuzuki (ja), d'après son roman Mie roshutsu (三重露出?)
- Photographie : Kazue Nagatsuka (ja)
- Montage : Akira Suzuki (ja)
- Décors : Akiyoshi Satani
- Musique : Naozumi Yamamoto
- Société de production : Nikkatsu
- Pays de production :  Japon
- Langue originale : japonais
- Format : couleur — 2,35:1 — 35 mm — son mono
- Genre : film d'action
- Durée : 86 minutes[1] (métrage : huit bobines - 2 372 m[1])
- Date de sortie :
  - Japon : 12 février 1966[1]

## Distribution
- Akira Kobayashi : Daisuke Hondo
- Chieko Matsubara : Yoriko Sawanouchi
- Mieko Nishio (ja) : Fuyuko
- Kozue Kamo : Yoshie
- Tomoko Hamakawa : Natsuko
- Akemi Kita (ja) : Akiko
- Chikako Natsumi (ja) : Kikue
- Hiroshi Nihon'yanagi (ja) : Okada
- Eiji Gō : Sabu, un homme de main d'Okada
- Bokuzen Hidari : le maître ninja

## Autour du film
Le titre français du film est une francisation de Black Tight Killers, le titre américain. Le titre original, Ore ni sawaru to abunaize, pourrait se traduire par : « Ne me touchez pas, je suis dangereuse ».
Selon le critique de cinéma Olivier Père, Les Tueuses en collants noirs est un film pop, déluré et euphorisant. Les « couleurs, cadrages, montages et coquetteries de mise en scène convergent vers une déréalisation folle. Yasuharu Hasebe s'exténue à rendre artificielle la moindre parcelle de réalité ».